# RX Волос Вероники
RX Волос Вероники (лат. RX Comae Berenices) — одиночная переменная звезда в созвездии Волос Вероники на расстоянии (вычисленном из значения параллакса) приблизительно 11174 световых лет (около 3426 парсек) от Солнца. Видимая звёздная величина звезды — от менее +17,8m до +13,3m.

## Характеристики
RX Волос Вероники — красный гигант, пульсирующая переменная звезда, мирида (M)* спектрального класса M8. Эффективная температура — около 3156 K.